# Дивото зове (филм)
„Дивото зове“ (на английски: The Call of the Wild) е приключенски филм от 2020 година по едноименния роман на Джек Лондон от 1903 година.
Режисьор е Крис Сандърс, а сценарист – Майкъл Грийн. В него участват Харисън Форд, Карън Гилън, Кара Ги, Брадли Уитфорд и други.
Куче на име Бък е откраднато от неговия стопанин по време на златната треска от края на XIX век. Откарано далеч от него, то се бори за оцеляването си в суровия климат на Юкон.

## Актьорски състав
- Харисън Форд в ролята на Джон Торнтън
- Карън Гилън в ролята на Мерцедес
- Кара Ги в ролята на Франсоаз
- Омар Си в ролята на Перо
- Дан Стивънс в ролята на Хал

## Оценка на критиците
Оценката на филма в уебсайта Rotten Tomatoes, въз основа на 129 мнения от критици, е 62 % към 23 февруари 2020 година. Усредненият му рейтинг е 6.07 от възможни 10.
| „ | Истинските кучета имат способността да ни разчувстват. Обичаме ги не само заради техните възможности, но и заради техните ограничения. Образът на Бък е направен толкова умен, че не оставя нищо на въображението ни. | “ |